# Discografia de Lauv
A discografia de Lauv, um cantor e compositor americano, consiste em dois álbuns de estúdio, dois álbum de remixes, um álbum compilatório, dez extended plays (EP) e 30 singles (incluindo cinco como artista convidado).

## Álbuns

### Álbuns de estúdio
| Título          | Detalhes | Melhores posições nas tabelas | Melhores posições nas tabelas | Melhores posições nas tabelas | Melhores posições nas tabelas | Melhores posições nas tabelas | Melhores posições nas tabelas | Melhores posições nas tabelas |     |
| Título          | Detalhes | AUS                           | BEL (FL)                      | ALE                           | IRL                           | HOL                           | NZL                           | Reino Unido                   | EUA |
| --------------- | --- | ----------------------------- | ----------------------------- | ----------------------------- | ----------------------------- | ----------------------------- | ----------------------------- | ----------------------------- | --- |
| How I'm Feeling | - Lançamento: 6 de março de 2020 - Gravadora: AWAL - Formatos: LP, CD, download digital, streaming                                  | 5                             | 14                            | 27                            | 11                            | 13                            | 6                             | 9                             | 16  |
| All 4 Nothing   | - Lançamento: 5 de agosto de 2022 - Gravadora: Virgin Music Label & Artist Services - Formatos: LP, CD, download digital, streaming | —                             | —                             | —                             | —                             | —                             | —                             | —                             | 82  |

### Álbuns de complicação
| Título                                 | Detalhes                                                                                       | Melhores posições nas tabelas | Melhores posições nas tabelas | Melhores posições nas tabelas | Melhores posições nas tabelas | Melhores posições nas tabelas | Melhores posições nas tabelas |
| Título                                 | Detalhes                                                                                       | EUA                           | EUA Ind                       | AUS                           | BEL (FL)                      | CAN                           | HOL                           |
| -------------------------------------- | ---------------------------------------------------------------------------------------------- | ----------------------------- | ----------------------------- | ----------------------------- | ----------------------------- | ----------------------------- | ----------------------------- |
| I Met You When I Was 18 (The Playlist) | - Lançamento: 31 de maio de 2020 - Gravadora: AWAL - Formatos: CD, download digital, streaming | 50                            | 30                            | 64                            | 77                            | 40                            | 105                           |

### Álbum de remixes
| Título                               | Detalhes                                                                                   |
| ------------------------------------ | ------------------------------------------------------------------------------------------ |
| I Met You When I Was 18 (The Extras) | - Lançamento: 31 de maio de 2018 - Gravadora: AWAL - Formatos: Download digital, streaming |

## Extended plays(EP)
| Título            | Detalhes                                                                                   | Lista de faixas                                                                   |
| ----------------- | ------------------------------------------------------------------------------------------ | --------------------------------------------------------------------------------- |
| Lost in the Light | - Lançamento: 3 de outubro de 2016 - Gravadora: AWAL - Formatos: Streaming                 | 1. "The Other" 2. "Comfortable" 3. "Adrenaline" 4. "Reforget" 5. "Come Back Home" |
| Spotify Singles   | - Lançamento: 19 de julho de 2017 - Formatos: Streaming                                    | 1. "I Like Me Better" 2. "Don't Matter"                                           |
| Lauv EP           | - Lançamento: 25 de outubro de 2017 (Japão) - Gravadora: AWAL - Formatos: Download digital | 1. "I Like Me Better" 2. "Easy Love" 3. "The Other" 4. "Reforget" 5. "Breathe"    |

## Singles

### Como artista principal
| Ano                                                                                  | Canção                                         | Melhores posições nas tabelas | Melhores posições nas tabelas | Melhores posições nas tabelas | Melhores posições nas tabelas | Melhores posições nas tabelas | Melhores posições nas tabelas | Melhores posições nas tabelas | Melhores posições nas tabelas | Melhores posições nas tabelas | Melhores posições nas tabelas | Certificações | Álbum                                      |
| Ano                                                                                  | Canção                                         | EUA                           | AUS                           | AUT                           | CAN                           | DIN                           | ALE                           | NZL                           | SUE                           | SUI                           | Reino Unido                   | Certificações | Álbum                                      |
| ------------------------------------------------------------------------------------ | ---------------------------------------------- | ----------------------------- | ----------------------------- | ----------------------------- | ----------------------------- | ----------------------------- | ----------------------------- | ----------------------------- | ----------------------------- | ----------------------------- | ----------------------------- | --- | ------------------------------------------ |
| 2015                                                                                 | "The Other"                                    | —                             | —                             | —                             | —                             | —                             | —                             | —                             | —                             | —                             | —                             | - RIAA: Ouro - MC: Ouro | I Met You When I Was 18 (The Playlist)     |
| 2015                                                                                 | "Reforget"                                     | —                             | —                             | —                             | —                             | —                             | —                             | —                             | —                             | —                             | —                             | | I Met You When I Was 18 (The Playlist)     |
| 2017                                                                                 | "I Like Me Better"                             | 27                            | 8                             | 5                             | 62                            | 27                            | 7                             | 13                            | 25                            | 23                            | 58                            | - RIAA: 3× Platina - ARIA: 5× Platina - BPI: Ouro - BVMI: Platina - IFPI AUT: Platina - IFPI DIN: Platina - MC: 4× Platina - RMNZ: Platina | I Met You When I Was 18 (The Playlist)     |
| 2017                                                                                 | "Easy Love"                                    | —                             | —                             | —                             | —                             | —                             | —                             | —                             | —                             | —                             | —                             | | I Met You When I Was 18 (The Playlist)     |
| 2017                                                                                 | "Paris in the Rain"                            | —                             | —                             | —                             | —                             | —                             | —                             | —                             | —                             | —                             | —                             | | I Met You When I Was 18 (The Playlist)     |
| 2018                                                                                 | "Getting Over You"                             | —                             | —                             | —                             | —                             | —                             | —                             | —                             | —                             | —                             | —                             | | I Met You When I Was 18 (The Playlist)     |
| 2018                                                                                 | "Chasing Fire"                                 | —                             | 94                            | —                             | —                             | —                             | —                             | —                             | —                             | —                             | —                             | | I Met You When I Was 18 (The Playlist)     |
| 2018                                                                                 | "Superhero"                                    | —                             | —                             | —                             | —                             | —                             | —                             | —                             | —                             | —                             | —                             | | Não adicionada a nenhum álbum              |
| 2018                                                                                 | "There's No Way" (com part. de Julia Michaels) | —                             | 37                            | —                             | —                             | —                             | —                             | —                             | 94                            | 86                            | —                             | - RIAA: Ouro - ARIA: Platina | Não adicionada a nenhum álbum              |
| 2019                                                                                 | "I'm So Tired..." (com Troye Sivan)            | 81                            | 11                            | 22                            | 57                            | 40                            | 42                            | 9                             | 37                            | 40                            | 8                             | - RIAA: Platina - ARIA: 2× Platina - BPI: Ouro - IFPI AUT: Ouro - IFPI DIN: Ouro - MC: Platina - RMNZ: Platina                             | How I'm Feeling                            |
| 2019                                                                                 | "Drugs & the Internet"                         | —                             | —                             | —                             | —                             | —                             | —                             | —                             | —                             | —                             | —                             | | How I'm Feeling                            |
| 2019                                                                                 | "Sad Forever"                                  | —                             | —                             | —                             | —                             | —                             | —                             | —                             | —                             | —                             | —                             | | How I'm Feeling                            |
| 2019                                                                                 | "Fuck, I'm Lonely" (com part. de Anne-Marie)   | —                             | 19                            | 48                            | 70                            | —                             | 80                            | 20                            | 49                            | 53                            | 32                            | - ARIA: Platina - BPI: Prata - RMNZ: Ouro                                                                                                  | 13 Reasons Why: Season 3 e How I'm Feeling |
| 2019                                                                                 | "Feelings"                                     | —                             | 53                            | —                             | —                             | —                             | —                             | —                             | —                             | —                             | —                             | | How I'm Feeling                            |
| 2019                                                                                 | "Sims"                                         | —                             | —                             | —                             | —                             | —                             | —                             | —                             | —                             | —                             | —                             | | How I'm Feeling                            |
| 2019                                                                                 | "Mean It" (com LANY)                           | —                             | 42                            | —                             | —                             | —                             | —                             | —                             | —                             | 87                            | 83                            | | How I'm Feeling                            |
| 2020                                                                                 | "Changes"                                      | —                             | —                             | —                             | —                             | —                             | —                             | —                             | —                             | —                             | —                             | | How I'm Feeling                            |
| 2020                                                                                 | "Tattoos Together"                             | —                             | —                             | —                             | —                             | —                             | —                             | —                             | —                             | —                             | —                             | | How I'm Feeling                            |
| 2020                                                                                 | "Modern Loneliness"                            | —                             | —                             | —                             | —                             | —                             | —                             | —                             | —                             | —                             | —                             | | How I'm Feeling                            |
| "—" denota canções que não entraram nas tabelas ou não foram lançados no território. |                                                |                               |                               |                               |                               |                               |                               |                               |                               |                               |                               | |                                            |

### Como artista convidado
| Ano                                                                                  | Canção                                                    | Melhores posições nas tabelas | Melhores posições nas tabelas | Melhores posições nas tabelas | Melhores posições nas tabelas | Melhores posições nas tabelas | Melhores posições nas tabelas | Melhores posições nas tabelas | Álbum                                         |
| Ano                                                                                  | Canção                                                    | EUA                           | AUS                           | CAN                           | NZL                           | SUE                           | SUI                           | Reino Unido                   | Álbum                                         |
| ------------------------------------------------------------------------------------ | --------------------------------------------------------- | ----------------------------- | ----------------------------- | ----------------------------- | ----------------------------- | ----------------------------- | ----------------------------- | ----------------------------- | --------------------------------------------- |
| 2017                                                                                 | "A Different Way" (DJ Snake com part. de Lauv)            | —                             | 59                            | 78                            | —                             | 65                            | 63                            | 85                            | Não adicionada a nenhum álbum                 |
| 2019                                                                                 | "Make It Right" (BTS com part. de Lauv)                   | 76                            | 53                            | 65                            | —                             | —                             | —                             | —                             | Map of the Soul: Persona e Map of the Soul: 7 |
| 2020                                                                                 | "Dil Na Jaaneya" (Rochak Kohli com part. de Lauv e Akasa) | —                             | —                             | —                             | —                             | —                             | —                             | —                             | Não adicionada a nenhum álbum                 |
| "—" denota canções que não entraram nas tabelas ou não foram lançados no território. |                                                           |                               |                               |                               |                               |                               |                               |                               |                                               |

## Outras canções que entraram nas tabelas
| Ano  | Canção                   | Melhores posições nas tabelas | Álbum           |
| Ano  | Canção                   | NZL Hot                       | Álbum           |
| ---- | ------------------------ | ----------------------------- | --------------- |
| 2020 | "Lonely Eyes"            | 30                            | How I'm Feeling |
| 2020 | "Who" (com part. de BTS) | 11                            | How I'm Feeling |
| 2020 | "Invisible Things"       | 9                             | How I'm Feeling |

## Crédito de composição
| Ano  | Canção                     | Artista(s)                                         | Álbum                                                     |
| ---- | -------------------------- | -------------------------------------------------- | --------------------------------------------------------- |
| 2015 | "Faking It"                | Olivia Noelle                                      | Não adicionada a nenhum álbum                             |
| 2016 | "Broken"                   | Tritonal & Jenaux com participação de Adam Lambert | Não adicionada a nenhum álbum                             |
| 2016 | "No Party"                 | Daniel Skye                                        | Não adicionada a nenhum álbum                             |
| 2016 | "Plastic"                  | Laura Roy                                          | Laura Roy                                                 |
| 2016 | "Because of Me"            | Billy Gilman                                       | The Complete Season 11 Collection (The Voice Performance) |
| 2017 | "All My Love"              | Cash Cash featuring Conor Maynard                  | Não adicionada a nenhum álbum                             |
| 2017 | "Boys"                     | Charli XCX                                         | Não adicionada a nenhum álbum                             |
| 2017 | "No Promises"              | Cheat Codes com participação de Demi Lovato        | Não adicionada a nenhum álbum                             |
| 2017 | "Sorry for Myself"         | CADE                                               | Não adicionada a nenhum álbum                             |
| 2017 | "Made of Gold"             | Olivia Noelle                                      | Não adicionada a nenhum álbum                             |
| 2017 | "How Was I"                | Jessica Jarrell                                    | Não adicionada a nenhum álbum                             |
| 2017 | "Idea of You"              | Arty com participação de Eric Nam                  | Não adicionada a nenhum álbum                             |
| 2017 | "Beg"                      | Jack & Jack                                        | Não adicionada a nenhum álbum                             |
| 2017 | "Cross Your Mind"          | Wingtip com participação de morgxn                 | Não adicionada a nenhum álbum                             |
| 2017 | "Never Loved Me"           | Griffin Oskar                                      | Hostage                                                   |
| 2018 | "High for Me"              | Olivia Noelle com participação de Kid Ink          | If Boys Could Cry                                         |
| 2018 | "Fck Around & Fall in Luv" | Olivia Noelle                                      | If Boys Could Cry                                         |
| 2019 | "Hundred"                  | Khalid                                             | Free Spirit                                               |
| 2019 | "Nobody Else"              | Backstreet Boys                                    | DNA                                                       |
| 2019 | "Runaway"                  | Eric Nam                                           | Não adicionada a nenhum álbum                             |
| 2019 | "Imperfections"            | Celine Dion                                        | Courage                                                   |
| 2019 | "You Win"                  | Olivia Noelle                                      | Não adicionada a nenhum álbum                             |
| 2020 | "Don't Mind"               | Louis The Child                                    | Não adicionada a nenhum álbum                             |